# Premium-Account
Bei einem Premium-Account handelt es sich um ein kostenpflichtiges Benutzerkonto einer Onlinedienstleistung.

## Umfang
Der Empfänger erhält, im Gegensatz zu der kostenfreien Variante, einen erweiterten Funktionsumfang (Mehrwert) der Dienstleistung. Beispiele sind ein erhöhter Komfort bei der Bedienung, Statistiken und Analysen, Echtzeit-Informationen sowie erweiterter Speicherplatz. Bei Browserspielen werden zusätzliche Funktionen angeboten, die den Spielspaß steigern und/oder spielerische Vorteile bieten sollen. In sozialen Netzwerken werden diverse Zusatzfunktionen angeboten, durch die beispielsweise die Kontaktaufnahme erleichtert wird. Bei Webmail-Anbietern wird gegen Gebühr häufig zusätzlicher Speicherplatz, die Möglichkeit zum Versenden größerer Dateien oder zum Synchronisieren auf mehreren, z. B. mobilen Endgeräten angeboten. Premium-Accounts existieren außerdem bei verschiedenen weiteren Onlinediensten, beispielsweise bei Börseninformationsdienstleistern.
Während das kostenlose (Probe-)Konto meist der Gewinnung von Neukunden dient, deckt der Anbieter der Dienstleistung mit den Premium-Konto einen Teil der Kosten. Für die Abrechnung gibt es unterschiedliche Modelle. Neben einmalig anfallenden Kosten sind Abonnementmodelle üblich. Mitunter werden einzelne Funktionen ähnlich einem Baukasten-Prinzip separat angeboten und abgerechnet.